# 本宮泰風
本宮 泰風（もとみや やすかぜ、1972年2月7日 - ）は、日本の俳優。トリプルエー所属。

## 人物
東京都足立区出身。実兄は俳優でYouTuberの原田龍二。義姉はタレントでブロガーの原田愛。甥はYouTuberの平井一徹。妻はタレントの松本明子。妻との間に一男あり。
1994年、テレビドラマ『シュプールは行方不明』で俳優デビュー。Vシネマ『仁義絶叫』シリーズの主演で頭角を現し、存在感をアウトロー作品中心に発揮する。中野英雄、的場浩司、山口祥行、本宮の四人を総称して「ネオVシネ四天王」とされている。2023年現在、『日本統一』シリーズ（主演・氷室蓮司 役）に出演している。役者業の傍ら、総合格闘チーム「本宮塾」塾長を務めており、RIZINではレフェリーをつとめることも多い。小沢仁志と親交が深く、小沢の草野球チームのメンバーで、キャプテンをしている。

## 出演

### テレビドラマ
- 恋の宝石箱 第1夜「シュプールは行方不明」（1994年12月26日、日本テレビ）
- SALE!（1995年、朝日放送）
- 刑事追う! 第1話「二人の女」（1996年4月8日、テレビ東京） - 岩谷洋二
- ドンウォリー!（1998年、関西テレビ・フジテレビ）
- 湾岸署婦警物語 初夏の交通安全スペシャル（1998年6月19日、フジテレビ） - 片岡
- ハッピー・マニア（1998年7月 - 9月、フジテレビ） - 堺邦彦
- 金曜エンタテイメント「生保レディ刑事 旅行先で殺人事件にしかも…」（1998年10月16日、フジテレビ）
- 剣客商売 第2シリーズ 第3話・第11話（2000年1月19日・3月15日、フジテレビ / 松竹） - 伊藤三弥
- 南町奉行事件帖 怒れ!求馬II 第14回「妹は可愛い小悪魔」（2000年2月7日、TBS・C.A.L） - 長吉
- 永遠の仔 1話・3話（2000年4月10日・24日、日本テレビ） - 賀谷雪生
- OLヴィジュアル系（テレビ朝日） - 葛飾（関口隆太郎にそっくりな男）
  - 第1シリーズ 第1話（2000年7月8日）
  - 第2シリーズ 完結編スペシャル（2001年10月5日）
- 水戸黄門（TBS / C.A.L）
  - 第28部 第34話「日の本一の謎の影武者 -博多-」（2000年11月20日） - 黒田長之
  - 第32部 第3話「おらが蕎麦は日本一 -小諸-」（2003年8月11日） - 松平乗紀
  - ナショナル劇場50周年記念特別企画スペシャル（2006年3月13日） - 宮内源三郎
  - 第40部 第2話「好色強欲の悪党ども! -日光-」（2009年8月3日） - 佐吉
- 月曜ドラマスペシャル「探偵 左文字進2・汚れた勲章」（2000年4月17日、TBS） - 町田亮
- 金田一少年の事件簿 黒死蝶殺人事件（2001年8月4日、日本テレビ） - 小野寺将之（須賀徹）
- 天国への階段（2002年4月 - 6月、読売テレビ） - 江成達也
- 特命係長 只野仁 第6話「アイドルの条件」（2003年8月15日、テレビ朝日） - 「SKI企画」社長 佐竹
- 仮面ライダーシリーズ（テレビ朝日）
  - 仮面ライダー剣 第5話 - 第15話（2004年2月22日 - 5月2日） - 伊坂
  - 仮面ライダーガッチャード 第11話・第12話・第15話（2023年11月19日・26日・12月17日） - 釘宮リヒト[8]
- 大奥〜第一章〜 第9話・第10話（2004年12月2日・9日、フジテレビ） - 速水（家光付御用人）
- 火曜サスペンス劇場「北ホテルIII」（2005年3月8日、日本テレビ）- 和田弘志
- 柳生十兵衛七番勝負 島原の乱 第1回（2006年4月6日、NHK） - 近山藤四郎（池田左近衛少将の剣術指南役）
- 逃亡者 おりんシリーズ（テレビ東京）
  - 逃亡者 おりん 第5話（2006年11月17日） - 溝口多聞
  - 逃亡者 おりんスペシャル〜紅蓮の巻（2008年9月19日） - 白夜叉
- 土曜ワイド劇場（テレビ朝日）
  - 「終着駅シリーズ20・砂漠の喫茶店」（2006年10月28日） - 時岡秀信
  - 「終着駅の牛尾刑事VS事件記者冴子10・完全犯罪の使者」（2010年12月18日） - 笹村慎介
  - 「検事・朝日奈耀子12」（2012年6月2日） - 「根岸クリーニング」店主 根岸裕一
  - 「火災調査官・紅蓮次郎14」（2014年1月25日） - 谷重守（社長）
  - 「ドクター彦次郎1」（2015年10月3日） - 喫茶「瀬川」マスター 瀬川亜貴二
- 暖流（2007年4月 - 6月、MBS・TBS） - 笹島和也
- 警視庁捜査一課9係 シリーズ（テレビ朝日）
  - 警視庁捜査一課9係 season3 第2話（2008年4月23日） - 島津一郎
  - 警視庁捜査一課9係 season7 第9話（2012年8月29日） - 戸神壮一
  - 警視庁捜査一課9係 season10 第9話（2015年6月24日） - 大鳥亘
- おみやさん 第6シリーズ 第1話「京都の秋に人が死ぬ！結婚直前に逃げた花嫁!!」（2008年10月16日、テレビ朝日） - 北島透
- ケータイ捜査官7 第31話（2008年12月3日、テレビ東京） - 多田敏明
- メイド刑事 第4話（2009年7月24日、テレビ朝日） - 斉藤浩一（弁護士）
- 水曜シアター9「捜査検事・近松茂道9 安寿と厨子王伝説殺人事件」（2010年3月17日、テレビ東京）
- 新春ワイド時代劇「戦国疾風伝 二人の軍師 秀吉に天下を獲らせた男たち」（2011年1月2日、テレビ東京） - 斎藤飛騨守
- ハンチョウ〜神南署安積班〜シリーズ4 〜正義の代償〜 第11話・最終話（2011年6月20日・27日、TBS） - 中原一平（警視庁調布北警察署刑事課 警部補）
- Answer〜警視庁検証捜査官 第2話（2012年4月25日、テレビ朝日） - 北野安彦（ホスト）
- 月曜ゴールデン（TBS）
  - 「警視庁機動捜査隊216 III 命の値段」（2012年12月24日） - 根本公彦（城島重機 社長秘書）
  - 「湯けむりバスツアー 桜庭さやかの事件簿6」（2015年9月14日） - 青柳昇（ホストクラブ店長）
- 相棒（テレビ朝日）
  - Season11 第11話 元日スペシャル「アリス」（2013年1月1日） - 荻原武志
  - Season17 第10話 元日スペシャル「ディーバ」（2019年1月1日） - 西英司
  - Season20 第19話・最終話（2022年3月16日・23日） - 京匡平
- ドラマスペシャル「特捜最前線2013〜7頭の警察犬〜」（2013年9月29日、テレビ朝日） - 新興麻薬組織「クリプトガム」ナンバー3 ロバート原口
- 猫侍（2013年10月 - 12月、東名阪ネット6および5いっしょ3ちゃんねる他） - 蜂谷孫三郎
  - 猫侍 Season2（2015年4月 - 6月）
- 金曜プレステージ「赤い霊柩車32・羅刹の三姉妹」（2013年11月22日、フジテレビ） - 君島荘司
- S -最後の警官-（2014年1月 - 3月、TBS） - 山中一郎
- 水曜ミステリー9（テレビ東京）
  - 「駐在刑事1」（2014年4月2日） - 重村和幸
  - 「さすらい署長 風間昭平12」（2015年11月11日） - 三木宏隆
  - 「警視庁強行犯 樋口顕3・烈火」（2016年12月21日） - 落合浩貴
- 花咲舞が黙ってない 第1話（2014年4月16日、日本テレビ） - 「イエローチップ」社長 三上利治
- おわこんTV（2014年7月 - 8月、NHK BSプレミアム） - 蔭山礼次郎
- ビンタ!〜弁護士事務員ミノワが愛で解決します〜 第1話（2014年10月2日、読売テレビ） - 戸上竜也
- 科捜研の女 第14シリーズ 第1話・第2話（2014年10月16日・23日、テレビ朝日） - 「サガネダシステム」幹部 成田幸也
- 最強のふたり〜京都府警 特別捜査班〜 第3話（2015年7月30日、テレビ朝日） - 「美乃部煙火店」社長 美乃部渉
- 山本周五郎 人情時代劇 第1話「なみだ橋」（2015年10月6日、BSジャパン） - 辰次（代貸）
- 子連れ信兵衛 第5話「罪作りな母の愛」（2015年12月11日、NHK BSプレミアム） - 丹波屋（上方の料亭の主）
- 鼠、江戸を疾る2 最終話（2016年6月2日、NHK） - 栗林（長倉藩 家臣）
- OUR HOUSE 第8話（2016年6月5日、フジテレビ） - 田辺琢磨
- バイプレイヤーズ 〜もしも6人の名脇役がシェアハウスで暮らしたら〜 第7話（2017年2月18日、テレビ東京） - 本宮泰風（本人）
- ミステリースペシャル 法医学教室の事件ファイル43（2017年6月29日、テレビ朝日） - 国枝慎太郎
- 明治維新150年スペシャル 決戦!鳥羽伏見の戦い 日本の未来を決めた7日間（2017年12月30日、NHK BSプレミアム） - 大久保一蔵
- 駐在刑事（2018年10月 - 12月、テレビ東京） - 葛城竜蔵（小宮山の私設秘書）
  - 駐在刑事 Season2 第5話（2020年2月21日）
- 大奥 最終章（2019年3月25日、フジテレビ） - 徳川吉通
- インハンド 第3話（2019年4月26日、TBS） - 鈴木正吉
- 月曜名作劇場 警視庁東京湾臨海署〜安積班（2019年2月25日、TBS） - 由良清和
- ルパンの娘 第8話（2019年8月29日、フジテレビ） - 浅見源太
- 大河ドラマ（NHK）
  - 麒麟がくる 第1回（2020年1月19日） - 盗賊頭領
  - べらぼう〜蔦重栄華乃夢噺〜 第10回 -（2025年3月9日 - ） - 若木屋与八[9]
- 絶対零度 第7話（2020年2月17日、フジテレビ） - フィットネスクラブ「シャイニー」社長秘書 江波元治
- 遺留捜査 第6シリーズ 第7話（2021年2月25日、テレビ朝日） - 宮田修（金子仁）
- 桶狭間 OKEHAZAMA〜織田信長〜（2021年3月26日、フジテレビ） - 由比正信
- 警視庁ゼロ係〜生活安全課なんでも相談室〜 SEASON5（2021年4月30日 - 7月2日、テレビ東京） - 警視庁 刑事部捜査第一課 警部 鬼塚純平
- 歴史探偵「大坂の陣 幻の大洪水」（2021年11月17日、NHK）ドラマパート - 真田信繁
- 日本統一 - 主演・三代目侠和会若頭 氷室蓮司
  - 日本統一 北海道編（2022年10月18日 - 12月27日、北海道文化放送）
  - 日本統一 関東編（2023年4月14日 - 6月16日、日本テレビ）[10]
  - 日本統一 東京編（2025年7月3日 - 、テレビ東京）[11]
- おかしな刑事（2022年12月27日、テレビ朝日） - 飛鳥酒造 常務 高柳敦
- 連続テレビ小説ちむどんどん 第26回（2022年5月16日、NHK）- ボクシングジムトレーナー
- 家電侍スペシャル ストップ!忠臣蔵（2023年1月4日、BS松竹東急） - 清水一学
- ゲキカラドウ2 第8話（2023年5月26日、テレビ東京） - プロレス団体「ロイヤルロード」社長 大橋隼人[12]
- 鬼平犯科帳（時代劇専門チャンネル） - 佐嶋忠介
  - 鬼平犯科帳 本所・桜屋敷（2024年1月8日） [13]
  - 鬼平犯科帳 でくの十蔵（2024年6月8日）[13][14]
  - 鬼平犯科帳 血頭の丹兵衛（2024年7月6日）[13][14]
  - 鬼平犯科帳 老盗の夢（2025年2月8日）[15]
- 私の死体を探してください。（2024年9月4日 - 10月9日、テレビ東京） - 橋本良介[16]
- Qrosの女 スクープという名の狂気 第1話（2024年10月7日、テレビ東京） - アイドルグループ「モンアイ」マネージャー 三田蓮司[17]
- D&D〜医者と刑事の捜査線〜 最終話（2024年11月29日、テレビ東京） - 的場穣一[18]
- 晩酌の流儀4 〜夏編〜 第3話 -（2025年7月12日 - 、テレビ東京） - ヤス[19]

### 配信ドラマ
- すじぼり 第9話・第10話（2019年8月9日、U-NEXT） - 氷室蓮司
- 日本統一シリーズ - 氷室蓮司
  - 日本統一外伝
    - 日本統一外伝 川谷雄一 全5話（2019年10月25日、先行配信 Rakuten TV）
    - 日本統一外伝 田村悠人 全10話（2021年4月1日、先行配信 FOD）

  - やまざきいちもん 〜日本統一〜 全16話（2023年、先行配信 Rakuten TV）
- TOKYOドラゴン飯店 負けるな!!琉球占い師リオちゃん!（2020年8月31日、Amazonプライムビデオ、FODほか、ライツキューブ製作） - ラーメン龍飯店オーナー・龍 [20]
- Hulu U35クリエイターズ・チャレンジ「脱走球児」（2022年2月、Hulu）- 好井監督
- CONNECT 覇者への道（2025年6月25日 - 、U-NEXT） - 東京 八王会若頭 黒須明人[21]

### 映画
- 汚い奴（1995年） - 黒一心会組員 ※ノンクレジット
- ヤンキー烈風隊（1995年） - ブラックツェッペリン八代目総長 花岡竜二
- 金融腐蝕列島〔呪縛〕（1999年、東映・角川書店・産経新聞）
- アイ・ラヴ・ユー（1999年） - 服部琢也
- 許されざる者（2003年）- 中元
- 新・影の軍団（2003年、シネマパラダイス）
  - 新・影の軍団II（2003年） - 河内篠忠
  - 新・影の軍団III 地雷火 - VI 最終章（2003年 - 2005年） - 新吉
- 新・日本の首領 シリーズ（2004年-2006年） - 辰野会直参二代目藤木組組長 藤木吾郎
- GUN CRAZY3 叛逆者の狂詩曲(ラプソディー) THE BIG GUNDOWN（2003年） - 犬飼勇治
- IZO（2004年）- 門番二
- 僕はこの丘で、君を愛したい…（2005年） - 正岡先生
- 戦 IKUSA（2005年） - 鶴岡二郎
  - 戦〜第弐戦 二本松の虎（2006年）
- 太陽の傷（2006年） - 新田誠
- 太陽が弾ける日（2007年） - ホセ
- ガチバンMAX（2010年） -（友情出演）
- 任侠哀歌(エレジー)（2018年）全3作 - 貴龍会若頭 佐川組組長 佐川
- 花と蛇3（2010年） - 遠山隆義
- 相棒 -劇場版II- 警視庁占拠! 特命係の一番長い夜（2010年、東映） - 曹良明
- 探偵はBARにいる（2011年、東映） - 岩淵貢
- 修羅の花道1（2012年） - 後の稲村会二代目会長 石田隆匡 (昭和20年時)
- 報復への道（2012年） - 久松組系荒居組組員 トヨシゲ
- 藁の楯（2013年） - 暴漢
- 荒らぶる侠（2013年） - デリヘル店長（元・大山一家組員）
- 二代目はニューハーフ（2013年） - 本城会会長
- 凍牌〈劇場版〉（2013年） - 高津
- 秘愛（2013年4月20日）
- 25 NIJYU-GO（2014年） - 田神組組員 多賀谷
- 龍三と七人の子分たち（2015年）- 京浜連合組員
- キリング・カリキュラム 人狼処刑ゲーム 序章（2015年） - 三田晴巳
- 柳生十兵衛 世直し旅（2015年） - カンスケ（柳生の庄）
- 表と裏（2015年） - 竜神会箕輪組若頭 羽田組組長 羽田伸明
- 再会 禁じられた大人の恋（2016年） - 小田嶋幸彦
- 覇王I II 凶血の系譜（2016年） - 新宿警察署 組織犯罪対策課 秋葉真一（マル暴刑事）
- ブレイブX 極道十勇士（2017年） - 武富会若頭補佐 荒井組組長 荒井英夫 （※特別出演)
- レクイエム 外道の中の外道（2017年） - 愛知県警 刑事部 組織犯罪対策局 警部 服部竜也
- アウトレイジ 最終章（2017年） - 張グループ若衆
- 花は咲くか（2018年） - 吉富桔平（古民家の管理人）
- 聖域 組長の最も長い一日（2018年） - 大和組組員 タマヤマ
- 侠の絆（2018年） - 医師
- 東京ドラゴン飯店（2020年8月1日公開[22]） - 龍飯店 龍（元・極道）
- バイプレイヤーズ 〜もしも100人の名脇役が映画を作ったら〜（2021年4月9日公開）
- ベイビーわるきゅーれ（2021年7月30日公開） - 浜岡一平（かずきとひまりの父）
- 京都カマロ探偵 (2022年6月17日)　- 劉建宏
- スーパー戦闘 純烈ジャー 追い焚き☆御免（2022年9月1日公開） - マイナスカンパニーCEO 哀須永仁
- 日本統一シリーズ - 氷室蓮司
  - 劇場版 山崎一門〜日本統一〜（2022年9月23日公開[23]）
  - 氷室蓮司（2024年4月12日公開） - 主演
  - 田村悠人 ISOLATED（2025年6月6日公開）[24]
- 向田理髪店（2022年10月14日公開） - 宮本風泰[25]
- 空のない世界から（2022年10月21日公開） - 警察官 [26][27]
- ナニワ金融道（2022年公開、令和アウトローレーベル）
  - 1発目「ナニワ金融道〜灰原、帝国金融の門を叩く！〜」（2022年11月25日公開）
  - 2発目「ナニワ金融道〜銭と泪と権利と女〜」（2022年12月2日公開）
  - 3発目「ナニワ金融道〜大蛇市マネーウォーズ〜」（2022年12月9日公開）
- BAD CITY（2023年1月20日公開） - パク（マダムの側近）
- 仁義なき幕末 -龍馬死闘篇-（2023年3月25日公開） - 西郷隆盛
- 静かなるドン 前編・後編（2023年5月12日・19日公開） - 猪首硬四郎
  - 静かなるドン2 前編・後編（2024年9月13日・27日公開）[28]
- 仮面ライダー THE WINTER MOVIE ガッチャード&ギーツ 最強ケミー★ガッチャ大作戦（2023年12月22日公開） - 釘宮リヒト[29] / ウィザードマルガム / ギーツキラー
- SAVAGE 獲るのは誰だ？（2024年） - 不破
- 鬼平犯科帳 血闘（2024年5月10日公開） - 佐嶋忠介[13][30]
- ゴーストキラー（2025年4月11日公開）[31]
- 法廷の死神 第1章（2025年8月15日公開）[32]

### 配信映画
- 次元大介（2023年10月13日、Amazon Prime Video）[33] - 金城（博徒）

### Vシネマ
- 監禁逃亡 略奪愛（1997年） - 堂島（脱獄死刑囚）
- 平成悪名伝 ザ・まむし（1997年） - 飛田角二
- 黒服伝説（1997年） - 主演・榊香志郎
- ワル外伝（1998年） - 主演・氷室洋二
- 日本極道史 仁義絶叫 シリーズ（1999年-2000年） - 主演・京極鉄次
  - 日本極道史 仁義絶叫（1999年1月）
  - 日本極道史 仁義絶叫2 修羅の仁義（1999年8月）
  - 日本極道史 仁義絶叫3 仁義関東嵐（1999年9月）
  - 日本極道史 仁義絶叫4 仁義の挽歌（2000年2月）
  - 日本極道史 仁義絶叫5 修羅の墓場（2000年3月）
- シルバー（1999年）
- 新・第三の極道10 弔いの銃弾（1999年） - 宗像組組員 花居直次
- 終わりなき戦い（2000年）
- ごろつき稼業 仕事人サブ（2000年）
- 雀狼伝2（2000年） - 剣崎サトル（裏プロ）
- ゆーとぴあ シリーズ（2000年）全2作 - ヤクザ
  - ゆーとぴあ 白い蕾（2000年7月）
  - ゆーとぴあ 赤い蝶（2000年8月）
- 姐極道 菩薩の龍子（2000年）
- 明日を殴れ 無頼リング（2000年）- 東
- 呪殺霊 黒猫の祟り（2000年）- 藤川タツジ
- くノ一忍法伝 封印の掟〜女淫愛残抄〜(2001年)-飯沢藩家老 倉田弾正
- 首領の女（2002年） - 八栖会組員 金村洋文（ヒットマン）
- 殺しの軍団（2001年）
  - 殺しの軍2 関西制圧への道（2001年）
- 麻雀飛龍伝説 天牌 1 - 4（2001年 - 2002年） - 影村遼
- 実録・日本極道列伝 極道者（2002年）第二話「モガスケ」 - 主演・潮田
- 実録・義戦 初代侠道会々長・森田幸吉伝 シリーズ（2002年） - 宮本奏二
  - 実録・義戦III 初代侠道会々長・森田幸吉伝 〜ヤクザの鎮魂歌〜（2002年11月25日）
  - 実録・義戦IV 初代侠道会会長・森田幸吉伝 〜ヤクザの咆哮〜（2002年12月25日）
- 修羅の群れ（2002年） - 井沢輝一
- 北の狼（2002年） - 星川組若頭
- 釣神 フィッシングマスター（2002年） - 主演・黒神レイ
  - 釣神 フィッシングマスター2（2002年） - 主演・黒神レイ
- 実録・やくざ抗争史 LB熊本刑務所 刑務所前バス停（2002年） - 水谷組組員 藤原浩一
- 実録・最後の愚連隊（2002年） - 林三郎（喜一郎の弟）
- 新・仁義の墓場（2002年）
- 新・極道三国志 シリーズ
  - 新・極道三国志 首都攻防篇（2003年）
  - 新・極道三国志2 伊豆代理戦争勃発（2003年）
- 昭和博徒伝（2003年）
  - 昭和博徒伝外伝（2003年）
- 実録・東北やくざ戦争 覇桜の道（2003年） - 阿藤組若頭 高島武士
- 風魔忍群 血蜘蛛の十蔵（2003年） - 主演・十蔵
- 真説 人間魚雷 極悪仁義（2003年）
- 実録・山陽道やくざ戦争 覇道（2003年）
- 行動隊長伝 血盟（2003年）
- 鬼哭 KIKOKU（2003年）
- 新・影の軍団 シリーズ（2003年、2005年）
  - 新 影の軍団II - 河内篠忠
  - 新・影の軍団III - VI最終章 - 新吉
- ムラマサ - 鬼堂恭介 / 小源太
- 死刑確定II・III（2004年、2005年） - 中島
- 実録・東組抗争史 閻魔の微笑（2004年） - 東組森田組組員 田村順一
- 実録・竹中正久の生涯 荒らぶる獅子 外伝（2004年） - 竹中英男
- 総長賭博（2004年） - 風間組組員
- 鉄(くろがね) 極道・高山登久太郎の軌跡（2004年） - サカタ組組員
- 銭道 1 - 6（2004年 - 2005年） - 荒井哲平
- 実録・不退の松葉   (2005年)  ‐久野益義
- (暴)組織犯罪対策部捜査四課（2005年）全5作 - 衣川組 梶山
- 修羅場の侠たち 伝説・河内十人斬り（2005年） - 主演・谷口五郎
- 武装戦線 〜政府軍VS革命軍〜（2005年） - 傭兵隊長
- 武闘派極道史 竹中組組長邸襲撃事件（2005年） - 警察官（パトカー）
- 実録・新選組（2006年） - 原田左之助
- 実録・東声会 初代・町井久之 暗黒の首領 完結篇（2006年） - 東声会局長 北村昭平
- 実録・国粋 竜侠 シリーズ（2007年）全2作 - 主演・森谷政治
  - 実録・国粋 竜侠（2007年） - 愚連隊→篠崎組組員
  - 実録・国粋 竜侠 完結編（2007年） - 篠崎組組員→七代目篠崎組組長→大日本国粋初代会長、生江一家総長
- 汚れた代紋（2007年） - 綿貫連合会 山堂会組員 清川蝋
- 平成清水一家（2007年）全2作 - 吉良譲吉（長田組組長長田次郎の兄弟分）
- 県警強行殺人班 鬼哭の戦場2（2007年） - 元兵庫県警刑事 来島真二
- 実録・手打ち破り（2007年） - 主演・正和会加茂組内橋爪組本部長 長峰康平
- ビジネスマン必勝講座 ヤクザに学ぶ経済戦術（2007年）実例3「右翼団体会長M氏の交渉戦術」 - M組長（右翼団体会長M）
- 組長射殺 首領を撃て（2007年）
- 実録・沖縄やくざ戦争 いくさ世30年（2007年）3作
- 実録・鯨道11 斬侠 広島ヤクザの終焉（2008年）
  - 実録・鯨道13 広島任侠伝 美能幸三（2009年）
- 修羅の妻(おんな)たち 鉄砲玉の女（2008年） - 赤城組組員 成田
- トンパチ（2008年） - 主演・亀井八起（ヤクザ）
- 太陽が弾ける日（2008年）全2作 - ホセ
- 喧嘩の極意（2008年 - 2010年）全6作 - 極東工業高校（キワコウ）3年の頭 桃山太郎
- 修羅之魂2 激動渡世編（2008年） - 李悠臥（新興の中国マフィア）
- ガチバンVI 野獣降臨 （2009年） - 衣笠高校 阿南先生（担任）
- 忍術伝 NINJA STAR（2009年） - 十蔵（最後の風魔忍者）
- 九州激動の1520日 新・誠への道（2009年） - 二代目雄仁会二代目村富一家村富会幹部 野坂誠
- ゼブラミニスカポリスの逆襲（2010年） - 緒方
- 殺しの挽歌（2010年） - 白波組預かり 中島哲也（元・豪竜会）
- わが凶状半生（2010年） - バイク屋社長（元暴走族）
- 死神の刃（2010年） - 主演・国松組組員 神原次郎
- 天獄の島（2011年）全2作 - 榊
- リベンジ 血の報復（2011年） 友情出演
- アンダーグラウンド（2011年） - 大浦一家若頭 新谷竜輝
- この男たち、凶暴にて。（2011年） - 刑事
- 修羅の覇道 シリーズ（2011年）全3作 - 冴木義憲
  - 修羅の覇道（2011年） - 三代目京浜一家理事長 冴木組組長
  - 修羅の覇道2,完結編（2011年） - 六代目眞皇会理事長 四代目京浜一家総長
- 不動1,2（2011年） - 関西光和会桜木組組長 桜木裕一郎
- 実録・侠魂（2011年） - 主演・島岡龍（愚連隊侠骨会→山神組二代目細野組岡田組組員→山神組侠骨会会長）
- 跡目奪還（2011年） - 神園一家矢車組組員
- 外道坊（2011年、原作：平松伸二） - 田村（ヤクザ）
- 極道忠臣蔵（2011年） - ヒットマン
- 麻雀群狼記 ゴロ（2011年） - 伊原優二
- 堕悪2 〜DARK〜（2011年） - 黒岩（悪徳刑事）
- 傷だらけの侠達（2012年）全2作 - 山賀組 岡中隆二
  - 傷だらけの侠達1（2012年） - 山賀組系浜誠組→山賀組系宮市組組員
  - 傷だらけの侠達2（2012年） - 山賀組系タダ興業組員
- アウトローズ（2011年）
- 事件 罠にはまる女たち（2011年）- 本橋 宏
- 新宿狼(ウルフ)（2012年） - 臼井高義
- 修羅の掟（2012年） - 吉蝶会 佐治
- 激動の疵（2012年） - 関西 マツバヤシ組幹部 玉城組組長
- 武闘派（2012年） - 主演・鯨井組組員 蜂谷
- 極道の紋章16 17 18（2012年） - 関東睦会幹部 速水組組長 速水俊充
- スクランブル 〜抗争の死角〜（2012年）
- 新・首領の一族（2012年） - 青雲会幹部 クニタケ
- 伝説になった男たち（2012年） ‐柏葉一家若頭江島忠義
- 万引きGメンは見た！（2012年） - 刑事
- ルーザー（2013年） - 石田組若頭 金村
- ハイエナ（2013年） - ニコニコ金融
- 幻想クノイチ忍法帖（2013年） - 伊賀忍者
- 赤と鉄〜再生倶楽部(RE-BORN CLUB)〜（2013年） - 赤城（元ヤクザ）
- WARU(World Assosiation Rings Underground) 下剋上（2013年）
- 組織暴力 対 官僚（2013年） - 那珂井組組長 那珂井誠玄
- 血塗れの報復（2013年） - 山神組二代目但馬会会長
- 獅子の復讐（2013年） - 神奈川県警組織犯罪対策課 刑事 萩原
- 暴力列島（2013年） - 双葉会若頭 徳光組組長 徳光浩二郎
- 汚れた紋章(バッジ)（2013年） - 二代目宇崎組若頭 江副成友
- ブラックフェイス（2013年） - 榊一家 榊
- 新・喧嘩高校軍団 義士高VS．民族高（2013年） - 関東義士高校 元応援団長 小田島一郎（3年生）
- 極鬼（2013年） - 神沢組組長 神沢
- 日本統一（2013年 - ） - 主演・氷室蓮司 ※2024/11/25、65巻までリリース
  - 〜日本統一外伝〜 山崎一門1 - 9（2020年 - ） - 三代目侠和会若頭 三代目龍征会会長 氷室蓮司 ※2023/8/25、9巻までリリース
- 極サギ（2014年） - NPO法人ランドグリーン代表 滝本勝
- 三代目代行（2014年）全6作 - 大和（元・海上自衛隊 特警）
- KYOTO BLACK シリーズ（2015年・2019年） - 主演・アスカ産業代表 織田尊議
  - KYOTO BLACK 黒のサムライ（2015年）
  - KYOTO BLACK2 黒の純情（2015年）
  - KYOTO BLACK 白い悪魔（2019年）
  - KYOTO BLACK 紅い女（2019年）
- 日本やくざ抗争史 シリーズ（2015年）
  - 日本やくざ抗争史 広島抗争（2015年3月6日） - 山川組 沖田勇
  - 日本やくざ抗争史 広島抗争2（2015年4月3日） - 十三会幹部 沖田勇
- 極道たちの野望（2016年）全2作 - 花森会二代目組長 花森大義
- 仁義のはらわた（2016年）全2作 - 前田博（不良グループの頭領、虎次の舎弟）
- 東京やくざ抗争（2016年） - 宇崎組若頭 江副成友
- 裏社会の男たち5,6（2016年） - 危機管理対策室 長官 滝
- 欲望の代償（2016年）全2作 - 関東侠仁会戸越組幹部 新田組組長 新田アキマ
- CONFLICT 〜最大の抗争〜 1 - 8（2016年 - 2019年） - 天道会鷲尾組若頭 沖田組組長 沖田正平
- 狂犬と呼ばれた男たち カリスマヤクザ（2017年） - 主演・鰐淵市蔵
  - 狂犬と呼ばれた男たち 外道ヤクザ（2017年） - バーテンダー
  - 狂犬と呼ばれた男たち 大阪ヤクザ戦争（2017年） - 倭心会幹部 山橋
- 双頭の龍（2017年）全2作 - 黒姫一家若頭補佐 堂龍会会長 堂島龍太郎
- 首都抗争（2017年）全3作 - 主演・武田一家若頭補佐 榎本組組長 榎本剛
- 極道黙示録（2017年） - 堂念組 神波竜二
- 極道天下布武 1-5（2017年-2018年） - 今西組幹部 徳澤組組長 徳澤家康
- 闇の法執行人（2017年）- 2話 藤堂
- 半端 完結編（2018年）
- 外道憤砕（2018年）全2作 - 龍文字一家 館林
- 組長への道 餓鬼極道（2018年）全2作 - 三東会緒方組若頭
- 覇者の掟3-5（2019年） - 明石組若頭補佐 堂島組組長 堂島孝道
- 日本抗争烈島 三極志（2019年）全2作 - 主演・荒政文治（不動産業社長/麒麟大学OB）
- キングダム 〜首領になった男〜1 - 6（2019年 - 2020年） - 主演・島津組 桜木鉄男
- 権力の階段 〜総理への道〜1 - 3（2020年） - 日村蓮司（雑誌記者）
- ソタイ 〜組織犯罪対策部vs反社会勢力〜 1,2（2020年） - 警視庁組織犯罪対策部 遊撃課 刑事 穂高真（元・四課刑事）
- 極道の紋章レジェンド5 - （2021年） - 道場組若頭 藤堂組組長 東堂俊介
- CONNECT 覇者への道（2024年） - 東京 八王会若頭 黒須明人

### ラジオ
- 特別番組「日本統一 赤坂TBSラジオ編」（2022年1月23日、TBSラジオ）[34]
- TOKYO SPEAKEASY「本宮泰風さんと舘昌美さんと北代高士さんの話を盗み聞き・・・ここでしか聴けない『劇場版 山崎一門〜日本統一〜』を熱く語る」（2022年9月20日1:00-2:00（19日深夜25:00-26:00）、TOKYO FM JFN系列35局[35]）[36][37]

### ゲーム
- 仮面ライダー剣（2004年、PS2） - 伊坂 / ピーコックアンデッド
- 龍が如く7外伝 名を消した男（2023年11月9日、PlayStation 5 PlayStation 4 Xbox Series X/S Xbox One Steam Windows） - 獅子堂康生

### 音楽番組
- フリースタイル日本統一シリーズ（テレビ朝日・ABEMA TV） - 戦田磨威駆（いくさだまいく） 役
  - フリースタイル日本統一（2023年10月-2024年）
  - フリースタイル日本統一 関東死闘編（2024年4月）
  - フリースタイル日本統一 関西死闘編（2024年6月）

### CM
- TikTok（2021年）
- ニッソウ（2023年）
- Nintendo Switch(TM)版『龍が如く 極』（2024年）父親役[38]

## プロデュース
総合プロデュース
- 日本統一50から（2022年 - ）
- 日本統一外伝 〜山崎一門3〜から（2022年 - ）
- 劇場版 山崎一門〜日本統一〜（2022年9月23日劇場公開）
- 映画 静かなるドン 前編・後編（2023年5月12日・19日劇場公開）
- 連続ドラマ「日本統一 北海道編」（2022年10月-12月、北海道文化放送/U-NEXTノーカット完全版先行配信）
- 連続ドラマ「日本統一 関東編」（2023年4月-6月、日本テレビ・huluノーカット完全版先行配信）
- やまざきいちもん 日本統一 全16話（2023年4月28日から7月28日まで毎週金曜更新、Rakuten TV「Vシネマ 極上！マンスリーパック」限定独占配信）兼原案・脚本
- 映画 静かなるドン2 前編・後編（2024年9月劇場公開）

## MV監督
- 男の貧乏くじ（2022年）※『劇場版 山崎一門〜日本統一〜』主題歌
- KOBUSHI（2023年）※『連続ドラマ「日本統一 関東編」（日本テレビ）』エンディング曲

## 原作
- 日本統一 序章（ヤングキングBULL 2024年6月号-）漫画：たーし